# Movimiento Jai Andhra (1972)
Yai Andhra fue un movimiento y partido político del estado de Andhra Pradesh, en la India.
Fue una secuela del movimiento Yai Telangana (1969-1971) para la separación del estado.
En 1972 los pobladores de la costa del estado de Andhra Pradesh solicitaron a Nueva Delhi la división de su estado en dos regiones:
- Telingana, la región interior donde se habla idioma télugu, y
- Andhra, la región costera, habitada por los propios andhras (que hablan idioma andhra).

Varias organizaciones se unieron formando el Yai Andhra (‘victoria para Andhra’). En su bandera verde se dibujó el mapa de los 12 distritos donde se hablan y escriben idiomas diferentes al télugu.
El movimiento alcanzó su mayor apogeo en los primeros días de enero de 1973, cuando la cuestión de la división del estado fue el tema central del país.
El 18 de enero de 1973 la presidenta Indira Gandhi estableció el estado de sitio en la región. Unos 600 andhras fueron asesinados, principalmente por la policía federal.
Gradualmente la cuestión entró en letargo.
En 2006 comenzó a revivir este movimiento.
En la actualidad subsiste la reclamación de ambos estados.